# James Stephenson
James Stephenson (ur. 14 kwietnia 1889 w Selby, zm. 29 lipca 1941 w Pacific Palisades) – brytyjski aktor, nominowany do Oscara za rolę drugoplanową w filmie List.

## Filmografia
- 1939: Braterstwo krwi
- 1941: List